# رو (حرف)
رو (باليونانية:ρω/ῥῶ) هو أحد حروف الأبجدية الإغريقية، يأخذ الحرف شكلين الكبير (Ρ) والصغير (ρ أو ϱ).

## في الفيزياء
حرف ρ الصغير تشير إلى الكثافة

##### في الإحصاء:
- يُستخدم ρ للإشارة لمعامل الارتباط لبيرسون.